# Best Life Music
Best Life Music est un groupe de hip-hop burundais, originaire de Bujumbura. Il est formé en 2012 et composé de Dany Lo, G Kiboko, Young Jpy , Yves Melody.

## Biographie
Le groupe est formé en 2012. Les membres du Best Life Music partagent une passion pour le hip-hop et l'afro beat. Après le succès local de leur single Ma Lova qui a causé un émoi sur la scène de la musique burundaise en 2015, et avec d'autres chansons comme Better than, ils sont devenus l'un des artistes préférées locales et jouit encore la lourde compilation sur le Burundi.
En 2014, Kora Entertainment, en partenariat avec le label African Sound Records, Best Life Music font une chanson en collaboration avec la chanteuse congolaise Dety Darba (Happy People) qui est nommée chanson officielle pour le grand événement annuel Happy People 2014. Parmi les activités musicales, le groupe ne voulait pas à surprendre leurs fans, ils ont réalisé leur première vidéo qui parle de leur carrière musicale nommée Who Is Best Life Music? qui est divisé par saison. En 2015, il vient de lancer leur toute première saison.
À leur cinquième single RayBan. Best Life Music est introduit par le présentateur de radio Rema FM Ismail Niyonkuru, quand il a fait ses débuts à la radio.

## Style musical
Leur musique combine du hip-hop et afro-pop. Ils rappent en anglais, en kirundi, en français, et en swahili pour refléter leurs origines en Afrique de l'Est. Best Life Music utilise des influences de l'ingénierie mondiale, africaine et locale dans la création de leur musique.

## Membres
- Young Dany[2]- Afro beat ,
- Young Jpy -  RnB
- G Kiboko -  Dancehall
- Mc Vitaa Melodie -  RnB

## Discographie

### EP
- 2019 : Addicted

### Mixtape
- 2013 : Arrependimento
- 2016 : Arrependimento II

### Singles
- Never Sleep (featuring Patient Matabaro)
- Happy People (en collaboration avec Dety Darba)
- Your Vodo

### Clips
| Titre                                  | Année | Réalisateurs |
| -------------------------------------- | ----- | ------------ |
| Big Pain                               | 2013  | Kent-P       |
| Never Sleep featuring Patient Matabaro | 2014  | Kent-P       |
| Don't Forget                           | 2014  | Kent-P       |
| RayBan,                                | 2015  | Kent-P       |
| Better Than                            | 2015  | Meddy Salleh |
| Ma Lova                                | 2016  | Kent-P       |
| Overdose                               | 2016  | Kent-P       |
| Your Vodo                              | 2017  | Kent-P       |
| Hello                                  | 2018  | Sasha VYBZ   |
| NkuyaKuya featuring MB Data            | 2019  | Kent-P       |

### Capsules vidéo
Who Is Best Life Music?
- Season 1 Episode 01 - Photoshoot
- Season 1 Episode 02 - Changamka Show Rema FM with Ismail NIYONKURU
- Season 1 Episode 03 - Don't Forget
- Season 1 Episode 04 - Nezererwa na SMS media with Eddy Kamoso
- Season 1 Episode 05 - Happy BirthDay Brenda
- Season 1 Episode 06 - High Girl Studio Session
- Season 1 Episode 07 - Behind The Scenes RayBan

## Distinctions
- 2017 : AFRIMMA Awards - Best Life Music, catégorie meilleur groupe africain (nommé)[6]
- 2018 : AMI Afrika Peoples Choice Awards - Best Life Music, catégorie meilleur groupe africain (en attente)

- 2019: Buja Music Awards - Best Group (Gagnant), Best Video (Nommé), Best Collaboration (Nommé)
- 2019: African Entertainment Awards - Hottest Group (Nomination)